# Alekszandr Mihajlovics Rodcsenko
Alekszandr Mihajlovics Rodcsenko (Szentpétervár, 1891. december 5. – Moszkva, 1956. december 3.) szovjet-orosz képzőművész: festő, grafikus, szobrász, fotóművész, a 20. századi művészeti avantgárd egyik kiemelkedő alkotója.

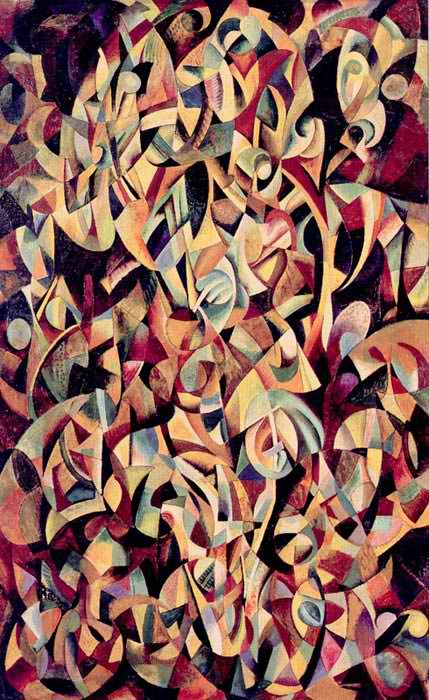
Tánc, 1915.

Rodcsenko a vizuális művészetek minden műfajában alkotott. Készített olajfestményeket, szobrokat, rajzokat, kollázsokat, fotómontázsokat, tervezett könyv- és folyóirat-címlapokat, hétköznapi tárgyakat, továbbá filmezett és fényképezett is. Alapító tagja volt a LEF-nek, ami együttműködő baloldali művészekből állt.
Az elsők között szakított a fényképezőgép használatának hagyományos nézőpontjaival. A tárgyakat, modelleket alulról, vagy felülről, a legkülönbözőbb szögekből fényképezte. A politika korán felismerte a fotográfia propagandaerejét. A szocialista realista fotó sematikus látásmódját is Rodcsenkónak köszönhetjük.

## Életrajz
Apja színházi kellékes volt, édesanyja pedig mosónő.
1902-ben a család Kazányba költözött. 1905-ben itt egy alapfokú egyházi iskolába, 1911–1914 között pedig ugyanitt egy művészeti iskolába járt. Itt ismerkedett meg Varvara Sztyepánovával, akivel később, 1916-tól Moszkvában már együtt éltek. Ugyanebben az évben besorozták a hadseregbe, ahol 1917 végéig szolgált.
Művészként nyilvánosan 1916-tól működött. A Tatlin-szervezte Magazin kiállításon mutatkozott be.
1917-ben – közvetlenül a februári forradalom után – Moszkvában megszervezték a művész szakszervezetet. Rodcsenko az ifjúsági tagozat titkárává vált. A fiatal művészek élet- és munkakörülményeinek szervezésével kezdett foglalkozni. Ezzel egyidőben Tatlinnal és másokkal létrehozták a Pittoreszk Kávéházat, ami 1918-21 között a Múzeumi Hivatal (?) irodájaként is működött.
1919 és 1924 között különféle művészeti szervezetekben és intézményekben töltött be fontos szerepeket. 1923 – 1930: tagja volt a LEF és a REF avantgárd csoportoknak, tervezője a LEF és az ÚJLEF folyóiratainak.
Reklámplakátjaiért az 1925-ös párizsi nemzetközi tárlaton ezüstérmet kapott.
Rodcsenko 1924-ben kezdett fényképezni. Eleinte főleg portrékat készített. Sok közülük, például Majakovszkij, Dovzsenko, vagy édesanyja fényképe ma is közismert.
Mint fotóművész különös beállítási- és nézőpont-kísérleteivel vált korán ismertté.
Az 1930-as években Majakovszkij Erről c. művéhez, és más könyvekben fotómontázst alkalmazott.
A későbbiekben a forradalmi romantika vált rá jellemzővé. Propagandafeladatokat látott el. Tervezője volt az Épülő Szovjetunió című folyóirat sok számának. 1933-ban részt vett az épülő Fehér-tenger–Balti-tenger-csatornához államilag szervezett utazáson, ahol nagyszámú riportfelvételt készített.
1938-40 között jelentősek cirkuszi fotói.
1930-ban utolérte a mellőztetés. Ezt egy propagandaplakátjának köszönhette. Az Úttörőlány c. képet azzal bírálták meg, hogy a szovjet embernek nem az égben, hanem a földön kell keresnie a jövőt. Politikai félreállítása vagy örök időkre szólt, vagy megfeledkeztek róla. Magányos, megkeseredett emberré vált, és visszatért a festészethez.

## Könyvek
- German Karginov: Rodcsenko; ford. Grozdits Judit; Corvina, Bp., 1975